# SARS-CoV-2 lignaggio B.1.617
Il lignaggio B.1.617, chiamato anche G/452R.V3, corrisponde a una variante mutata di SARS-CoV-2, il virus che causa COVID-19.

## Epidemiologia
La variante è stata rilevata per la prima volta a Maharashtra in India il 5 ottobre 2020, per poi diffondersi in un numero sempre maggiore di campioni dal gennaio 2021; in Gran Bretagna è stata rilevato per la prima volta il 22 febbraio 2021, in Germania nel marzo 2021. L'11 maggio 2021 l'Organizzazione mondiale della sanità ha classificato la variante come ad alto rischio e ha affermato che la variante mostrava una maggiore trasmissibilità. La variante è in parte responsabile della seconda ondata che ha colpito l'India iniziata nei primi mesi del 2021.
A causa dell'alto tasso di contagiosità, molti governi nazionali, come quello italiano, hanno vietato ingresso a chi proviene dall'India.

## Virologia
La variante è caratterizzata da due mutazioni E484Q e L452R sulla proteina spike del virus.
La variante ha due sotto-varianti principali:
- B.1.617.1 (variante Kappa)
- B.1.617.2 (variante Delta)
- B.1.617.3